# 4 AM
„4 AM“ je skladba německé skupiny Scooter z alba Music for a Big Night Out z roku 2012. Jako singl vyšla píseň v roce 2012.Ženský vokál byl nazpíván zpěvačkou Jaye Marshall.

## Seznam skladeb
1. 4 AM (Radio Version) - (3:17)
2. 4 AM (Club Extended) - (5:31)